# Tinea sepulchrella
Tinea sepulchrella is een nomen dubium, in 1794 door Johann Christian Fabricius gepubliceerd voor een onbekende Amerikaanse vlinder die door hem in het geslacht Tinea werd geplaatst. De kaart over deze naam in het Natural History Museum in Londen vermeldt: "species not traced".